# Arkád
Az Arkád görög → latin eredetű férfinév, jelentése: árkádiai.

## Képzett nevek
- Árkád:[1] a név alakváltozata[2]
- Árkos:[1] régi magyar személynév, eredete bizonytalan. Származhat a mitológiában többek által viselt Argus névből, de lehet a görög-latin eredetű Arcadius (magyarul Arkád) kicsinyítőképzős rövidülése is.[2]

## Gyakorisága
Az 1990-es években szórványosan fordultak elő, a 2000-es években nem szerepelnek a 100 leggyakoribb férfinév között.

## Névnapok
- Arkád, Árkád: január 12.,[2] november 13.[2]
- Árkos: január 12.[2]